# Понирки
Понирки (рос. Понырки) — український старшинський, пізніше дворянський рід.

## Походження
Нащадки Романа Богдановича Понирки, товариша Глухівської сотні (1656).

## Опис герба
В срібному полі золоте яблуко, пронизане трьома мечами в зірку, на вершині золотий кавалерський хрест.
Щит увінчаний дворянським шоломом і короною. Нашоломник: п'ять страусиних пір'їв. Намет на щиті золотий підкладений сріблом.